# What the Hell
What the Hell was de eerste single van het vierde studioalbum van de Canadese zangeres Avril Lavigne, Goodbye Lullaby. In november 2010 maakte ze de voltooiing van dit album bekend via haar blog en vermeldde daarbij dat What the Hell de eerste single van dit album zou zijn. De single werd in talloze Japanse hitlijsten nummer 1 en mocht daardoor in Japan een gouden plaat in ontvangst nemen, net zoals in Nieuw-Zeeland. Enkel Australië deed beter met een platina-plaat. In Nederland was het haar eerste hit(je) sinds jaren.

## Hitnoteringen

### Nederlandse Top 40
| Hitnotering: 12-03-2011 t/m 02-04-2011 | Hitnotering: 12-03-2011 t/m 02-04-2011 | Hitnotering: 12-03-2011 t/m 02-04-2011 | Hitnotering: 12-03-2011 t/m 02-04-2011 | Hitnotering: 12-03-2011 t/m 02-04-2011 | Hitnotering: 12-03-2011 t/m 02-04-2011 |
| Week:                                  | 1                                      | 2                                      | 3                                      | 4                                      |                                        |
| -------------------------------------- | -------------------------------------- | -------------------------------------- | -------------------------------------- | -------------------------------------- | -------------------------------------- |
| Positie:                               | 39                                     | 31                                     | 30                                     | 36                                     | uit                                    |

### NederlandseSingle Top 100
| Hitnotering: (Week 1) 15-01-2011 Hitnotering: (Week 2) 12-02-2011 Hitnotering (Week 3) 26-02-2011 Hitnotering: (Week 4 t/m 8) 12-03-2011 t/m 09-04-2011 | Hitnotering: (Week 1) 15-01-2011 Hitnotering: (Week 2) 12-02-2011 Hitnotering (Week 3) 26-02-2011 Hitnotering: (Week 4 t/m 8) 12-03-2011 t/m 09-04-2011 | Hitnotering: (Week 1) 15-01-2011 Hitnotering: (Week 2) 12-02-2011 Hitnotering (Week 3) 26-02-2011 Hitnotering: (Week 4 t/m 8) 12-03-2011 t/m 09-04-2011 | Hitnotering: (Week 1) 15-01-2011 Hitnotering: (Week 2) 12-02-2011 Hitnotering (Week 3) 26-02-2011 Hitnotering: (Week 4 t/m 8) 12-03-2011 t/m 09-04-2011 | Hitnotering: (Week 1) 15-01-2011 Hitnotering: (Week 2) 12-02-2011 Hitnotering (Week 3) 26-02-2011 Hitnotering: (Week 4 t/m 8) 12-03-2011 t/m 09-04-2011 | Hitnotering: (Week 1) 15-01-2011 Hitnotering: (Week 2) 12-02-2011 Hitnotering (Week 3) 26-02-2011 Hitnotering: (Week 4 t/m 8) 12-03-2011 t/m 09-04-2011 | Hitnotering: (Week 1) 15-01-2011 Hitnotering: (Week 2) 12-02-2011 Hitnotering (Week 3) 26-02-2011 Hitnotering: (Week 4 t/m 8) 12-03-2011 t/m 09-04-2011 | Hitnotering: (Week 1) 15-01-2011 Hitnotering: (Week 2) 12-02-2011 Hitnotering (Week 3) 26-02-2011 Hitnotering: (Week 4 t/m 8) 12-03-2011 t/m 09-04-2011 | Hitnotering: (Week 1) 15-01-2011 Hitnotering: (Week 2) 12-02-2011 Hitnotering (Week 3) 26-02-2011 Hitnotering: (Week 4 t/m 8) 12-03-2011 t/m 09-04-2011 | Hitnotering: (Week 1) 15-01-2011 Hitnotering: (Week 2) 12-02-2011 Hitnotering (Week 3) 26-02-2011 Hitnotering: (Week 4 t/m 8) 12-03-2011 t/m 09-04-2011 | Hitnotering: (Week 1) 15-01-2011 Hitnotering: (Week 2) 12-02-2011 Hitnotering (Week 3) 26-02-2011 Hitnotering: (Week 4 t/m 8) 12-03-2011 t/m 09-04-2011 | Hitnotering: (Week 1) 15-01-2011 Hitnotering: (Week 2) 12-02-2011 Hitnotering (Week 3) 26-02-2011 Hitnotering: (Week 4 t/m 8) 12-03-2011 t/m 09-04-2011 | Hitnotering: (Week 1) 15-01-2011 Hitnotering: (Week 2) 12-02-2011 Hitnotering (Week 3) 26-02-2011 Hitnotering: (Week 4 t/m 8) 12-03-2011 t/m 09-04-2011 |
| Week: | 1 | | 2 | | 3 | | 4 | 5 | 6 | 7 | 8 | |
| --- | --- | --- | --- | --- | --- | --- | --- | --- | --- | --- | --- | --- |
| Positie: | 98 | uit | 93 | uit | 95 | uit | 51 | 53 | 78 | 82 | 90 | uit |

### VlaamseUltratop 50
| Hitnotering: 29-01-2011 t/m 09-04-2011 | Hitnotering: 29-01-2011 t/m 09-04-2011 | Hitnotering: 29-01-2011 t/m 09-04-2011 | Hitnotering: 29-01-2011 t/m 09-04-2011 | Hitnotering: 29-01-2011 t/m 09-04-2011 | Hitnotering: 29-01-2011 t/m 09-04-2011 | Hitnotering: 29-01-2011 t/m 09-04-2011 | Hitnotering: 29-01-2011 t/m 09-04-2011 | Hitnotering: 29-01-2011 t/m 09-04-2011 | Hitnotering: 29-01-2011 t/m 09-04-2011 | Hitnotering: 29-01-2011 t/m 09-04-2011 | Hitnotering: 29-01-2011 t/m 09-04-2011 | Hitnotering: 29-01-2011 t/m 09-04-2011 |
| Week:                                  | 1                                      | 2                                      | 3                                      | 4                                      | 5                                      | 6                                      | 7                                      | 8                                      | 9                                      | 10                                     | 11                                     |                                        |
| -------------------------------------- | -------------------------------------- | -------------------------------------- | -------------------------------------- | -------------------------------------- | -------------------------------------- | -------------------------------------- | -------------------------------------- | -------------------------------------- | -------------------------------------- | -------------------------------------- | -------------------------------------- | -------------------------------------- |
| Positie:                               | 30                                     | 24                                     | 25                                     | 21                                     | 28                                     | 28                                     | 18                                     | 16                                     | 22                                     | 40                                     | 44                                     | uit                                    |